# 昭覚寺
昭覚寺（しょうかくじ）は、中華人民共和国四川省成都市成華区にある仏教寺院。現寺は1983年の所建である。

## 歴史
昭覚寺は、唐の貞観年間の創建で、当時は建元寺と称した。乾符4年（877年）、曹洞宗の休夢了覚禅師は建元寺の住職を担当て、「昭覚寺」と改称。唐末の兵火で焼失した。
北宋の大中祥符元年（1008年）、延美に寺衆の推戴を受けて住持となった。延美に再興される。北宋末に圜悟克勤は寺院に来て主宰を担当して、仏法を発揚した。
明の洪武20年（1387年）、朱元璋は智潤を住職に招きた。明末の兵火で焼失した。破山海明禅師は寺院を再建した。
清の康熙2年（1663年）、丈雪は天王殿・大雄宝殿・蔵経閣・圓覚殿を建立する。康熙12年（1673年）、仏冕は僧房・鐘楼・鼓楼を建立する。
1920年、朱徳は熊克武に敗れ、寺に避難した。
文化大革命の初め、仏像・法器は徹底的な破壊に遭い、法師は迫害に遭って、僧侶はしかたなく還俗した。1983年、中華人民共和国国務院は仏寺を漢族地区仏教全国重点寺院に認定した。1991年5月21日、大雄宝殿に落成式および各仏像の開眼式が行われた。

## 伽藍
山門、大雄宝殿、鐘楼、鼓楼、蔵経楼、禅堂、達摩殿、大師殿、三大士殿、虔心亭、思徳堂、臥仏殿、薬師殿、先覚堂、客堂、涅槃堂、普同塔、祖師塔、国師墓